# AGATE (cadre d'architecture)
Pour les articles homonymes, voir Agate (homonymie).
Le référentiel AGATE (Atelier de Gestion de l'ArchiTEcture des systèmes d'information et de communication) est un cadre d'architecture employé en France par la direction générale de l'Armement pour la modélisation des architectures informatiques.
Tous les approvisionnements en systèmes d'armes et en technologies de l'information de la DGA ont pour exigence d'employer l'ensemble des vues prescrites dans AGATE pour documenter leur architecture de système.
AGATE présente des similitudes avec DoDAF, le référentiel du département de la défense (DoD) des États-Unis, avec MODAF, le référentiel employé par le ministère de la défense du Royaume-Uni (MoD), et NAF, le cadre d'architecture de l'OTAN.

## Champ
AGATE définit des vues d'architecture pour les systèmes et les systèmes de systèmes, qui couvrent les thèmes suivants :
- Enjeux et objectifs du système,
- Description des organisations concernées,
- Processus et flux d'informations,
- Exigences de sécurité, en conformité avec les procédures de la DGA,
- Services du système, et traçabilité avec les besoins opérationnels,
- Architecture logique du système,
- Architecture physique des systèmes, produits matériels et logiciels utilisés dans cette architecture,
- Cycle de vie du système.

## Vues AGATE
Un modèle AGATE est organisé en cinq vues :
- Enjeux, objectifs, et contexte sur le système,
- Architecture fonctionnelle : elle décrit les organisations et les processus gérés par le système d'information modélisé,
- Architecture orientée services : elle décrit les Services du système.
- Architecture logique,
- Architecture physique du système, produits matériels et logiciels utilisés dans cette architecture

## Support à l'utilisation
AGATE comprend :
- un méta-modèle défini en utilisant une représentation UML ;
- un glossaire ;
- une charte d'utilisation ;
- des clauses contractuelles types ;
- un support de formation, utilisable également en autoformation ;
- des formes pour l'outil support autonome VISIO™

etc
(consulter le site officiel)
En droit français, la loi Toubon impose des règles concernant l'usage de la langue française, non seulement dans le secteur public, mais aussi dans le secteur privé.
Cette loi a des conséquences en droit du travail.
L'utilisation d'un cadre d'architecture tel qu'AGATE permet d'intégrer de façon standardisée des éléments appropriés de droit français (DODAF et MODAF sont d'origine anglosaxonne, le système juridique est différent).